# Allognosta bwamba
Allognosta bwamba är en tvåvingeart som beskrevs av Norman E. Woodley 1987. Allognosta bwamba ingår i släktet Allognosta och familjen vapenflugor. Inga underarter finns listade i Catalogue of Life.